# Церковь Христа Спасителя (Салоники)

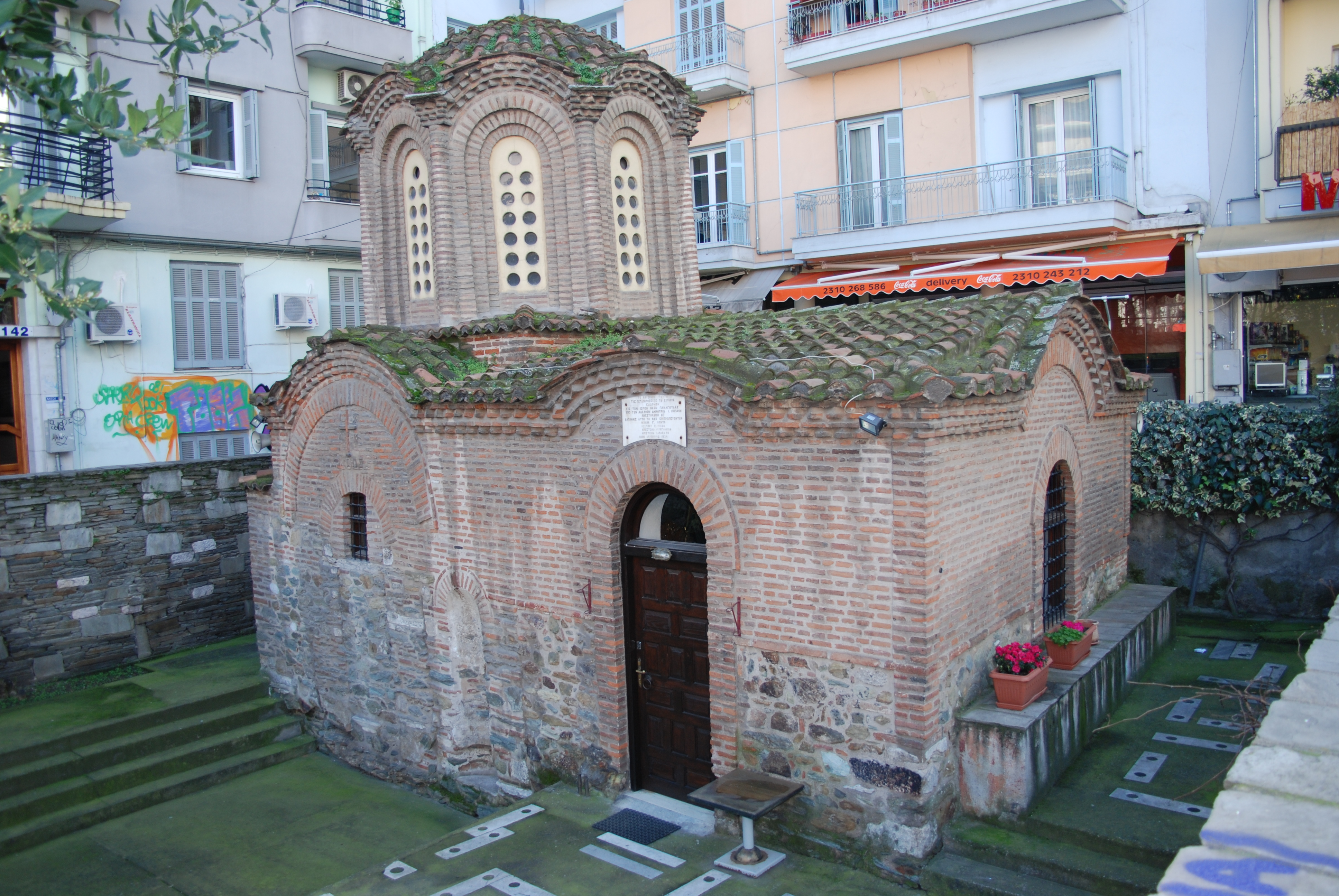
Церковь

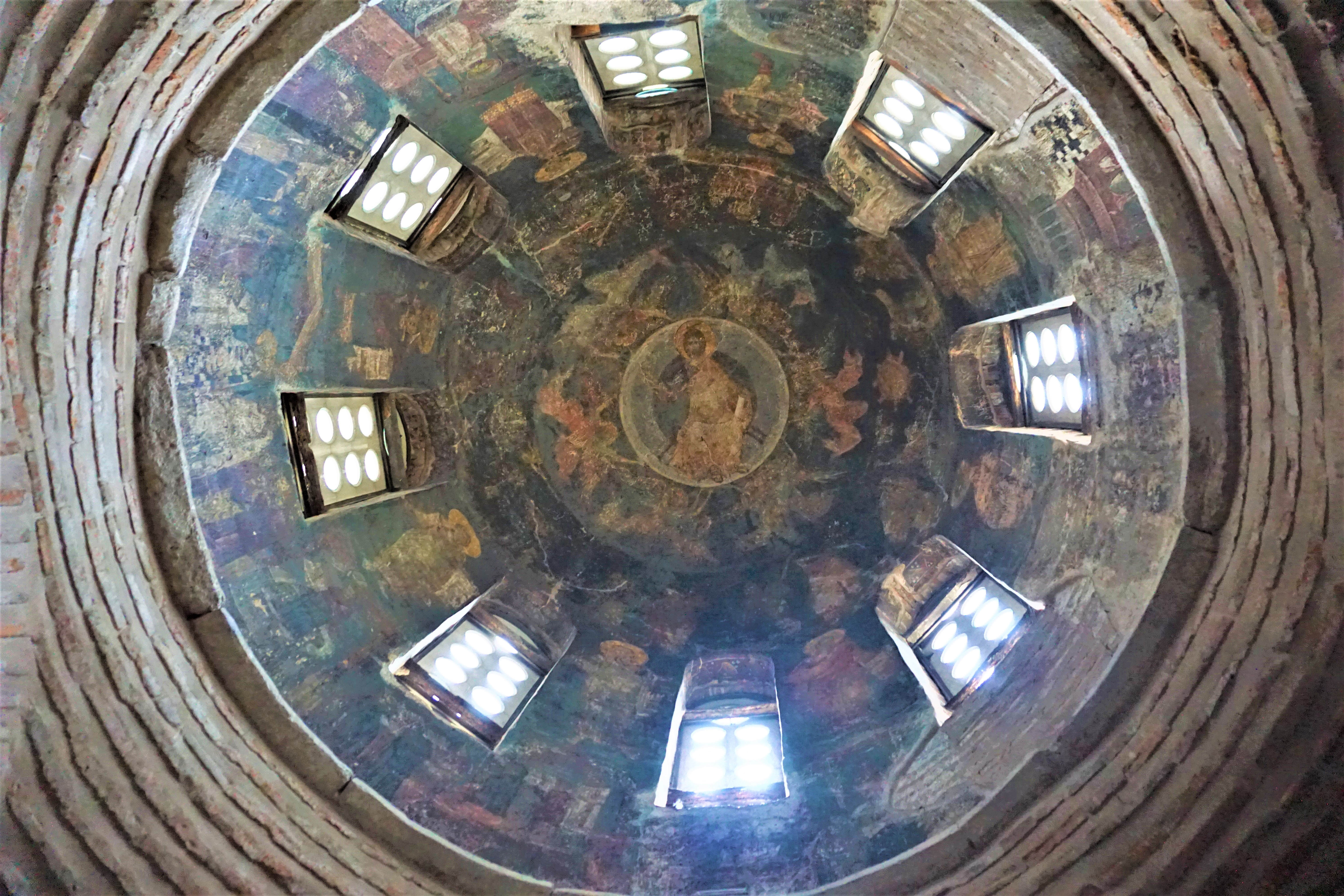
Купол

Церковь Христа Спасителя (Салоники) (греч. Ναός του Σωτήρος) — современное название старинной церкви в городе Салоники XIV века.

## История
Если в XI—XII веках Византийская империя была в расцвете сил, то в начале XIV века империя переживала трудные времена. Правительство находилось в экономическом кризисе, а строительство дворцов и церквей очень сократилось. Новые церкви почти не строились, ограничивались небольшими пристройками для их увеличения. Искусство и архитектура Византийской империи XIV века практикуют в сложных условиях противостояния с захватчиками-турками и противостоянии с латинским миром: оба набирают силу и каждый своим путём приближают свой пик расцвета. Мастера Византии довольны отвоеванием Константинополя, однако продолжают работать в давно производимых формах и канонах, то есть светская и церковная власть требует от них подражания старинным образцам. И мастера, рабы у Бога и власти, стараются как можно ближе работать к старинным образцам, что несёт на себе кардинальную традиционность.
Строительство маленького храма в Салониках и пришлось на этот период. Маленькая каменная церковь изначально была рукоположена как церковь Девы Марии. Её строительство датируют 1350 годом. Несколько позже церковь рукоположили в Преображение Христа. Небольшая по высоте, первоначально была увенчана гранёным куполом, крытым простой черепицей. К началу XXI века церковь расположена на уровне, заметно ниже современных наслоений нового грунта, что делает храм малозаметным. Недалеко находятся жилые дома и церковь Ипапанти.
В век господства в Салониках турок-османов маленькую церковь не превратили в мечеть, что способствовало сохранению фрескового цикла середины XIV века до наших дней. Известно, что в 1936 году к центрическому по планировке храму пристроили притвор, сохранившийся до начала XXI в.
От первоначального декора церкви сохранены фрески, датируемые периодом 1350—1370 годов. Среди сохранившихся сюжетов — Христос и ангелы, Дева Мария, апостолы и т. д.